# Saint-Étienne-de-Lugdarès
 Saint-Étienne-de-Lugdarès  es una población y comuna francesa, ubicada en la región de Ródano-Alpes, departamento de Ardèche, en el distrito de Largentière y cantón de Saint-Étienne-de-Lugdarès.

## Demografía
| 601 | 579 | 476 | 422 | 436 | 458 |
| Para los censos de 1962 a 1999 la población legal corresponde a la población sin duplicidades (Fuente: INSEE [Consultar]) |     |     |     |     |     |

## Personajes vinculados
- Henri Charrière, escritor.